# Musée de la batellerie (Conflans-Sainte-Honorine)
Pour l’article homonyme, voir Musée de la batellerie.
Le musée de la batellerie et des voies navigables de Conflans-Sainte-Honorine (Yvelines) est un musée municipal, mais à vocation nationale, consacré à la batellerie, aux bateaux fluviaux et aux voies navigables.
Il a été créé en 1965, à l'initiative de Louise Weiss et confié à François Beaudouin, archéologue nauticien qui en a été le conservateur jusqu'à son départ à la retraite en 1994, date à laquelle l'actuel conservateur, Laurent Roblin, lui a succédé. François Beaudouin, qui a poursuivi ses recherches sur les anciens bateaux jusqu'à sa mort en 2013, avait gardé le titre de conservateur honoraire.
Le musée se trouve dans le château du Prieuré, sur les hauteurs de Conflans-Sainte-Honorine. Il propose cinq espaces d'exposition :
- une première section relatant l'histoire de la batellerie au XVIIe et XVIIIe siècles avec des tableaux et objets d'art anciens et deux diaporamas ;
- une seconde section retraçant celle de la batellerie des XIXe et XXe siècles, axée sur la navigation mécanique (touage, halage mécanique, remorqueur, automoteur, pousseur et bateau à roues à aubes, etc.) ;
- une troisième section consacrée aux péniches et aux canaux fluvial et marinier du Nord ;
- plusieurs salles présentant le fonctionnement des écluses et les aménagements techniques des canaux et ports fluviaux ;
- une cour ouverte présentant des bateaux, parties de bateaux, l'outillage d'un chantier naval et les apparaux de navigation.

Le musée de la batellerie est un des acteurs principaux du pardon national de la batellerie créé cinq ans avant lui.
En 2015, après plusieurs mois de travaux, Laurent Brosse, maire de Conflans-Sainte-Honorine, inaugure sa nouvelle muséographie, plus moderne, à l'occasion du 56e Pardon national de la batellerie.

## Les collections

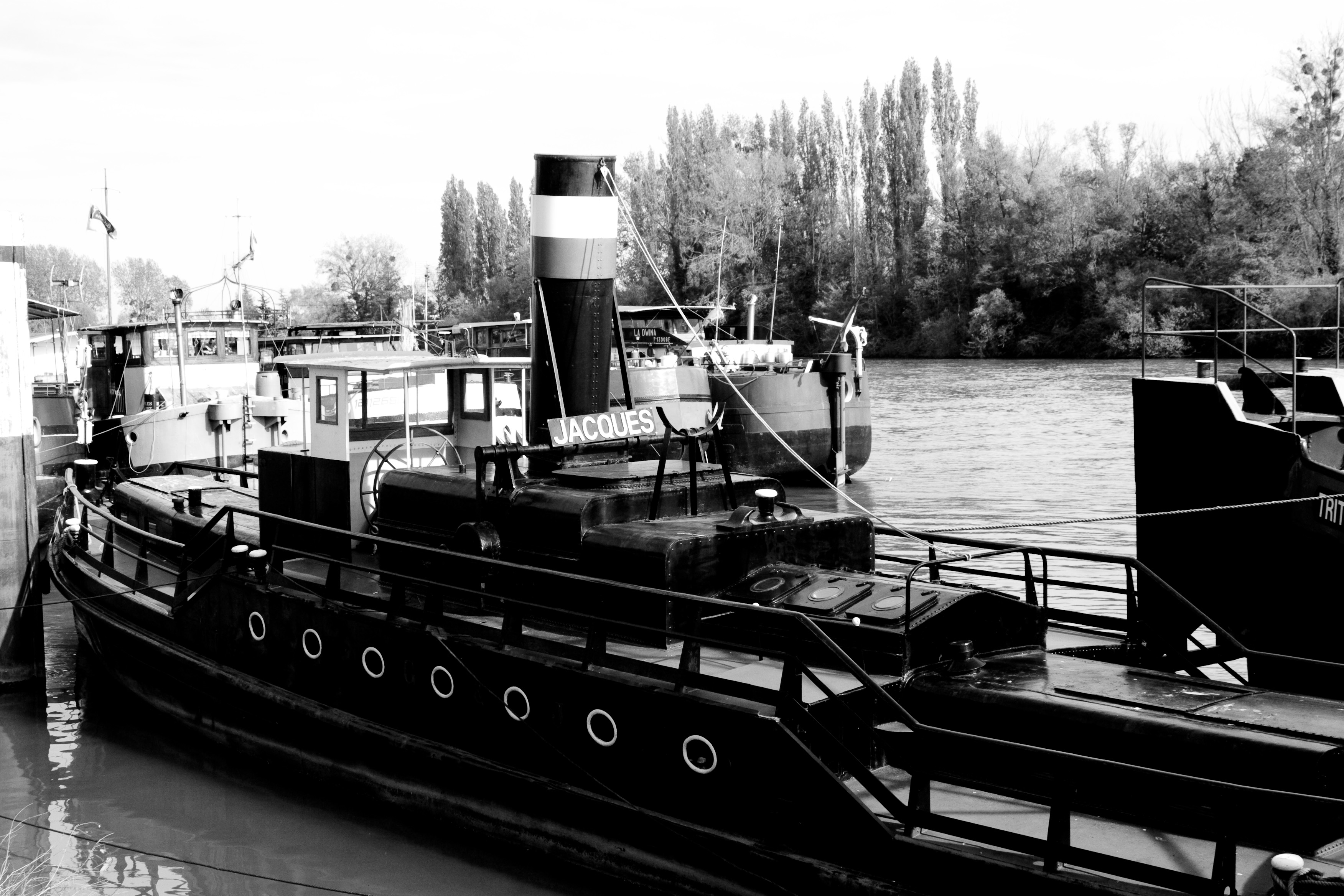
Le remorqueur Jacques.

Le musée abrite de très riches collections de maquettes de bateaux et d'ouvrages d'art de tous les bassins français, de nombreux objets de batellerie et plusieurs dioramas reconstituant à échelle réduite la vie de certains ports, des tableaux et gravures, des reconstitutions scientifiques. Il permet de découvrir la navigation mécanisée, les bateaux de canal, la batellerie traditionnelle des régions de France ou encore en apprendre plus sur les voies d’eau : l’écluse et son fonctionnement, le canal, la rivière canalisée. On peut admirer notamment un port de l'Adour, un autre de la Dordogne, et aussi l'arrivée du coche d'eau à Paris à la fin du XVIIIe siècle.
Il possède aussi un important centre de documentation ouvert aux chercheurs.
Enfin, l’Association des Amis du Musée de la Batellerie, distincte du musée mais très proche, a acquis de vrais bateaux navigants qui sont amarrés, en temps ordinaire, en contrebas du musée : 
- l'ancien remorqueur Jacques[2], plus que centenaire, dont malheureusement la machine à vapeur est au musée de la batellerie de Poses. Il est classé monument historique ;
- le remorqueur-pousseur Triton 25[3], dernier remorqueur à avoir été construit en 1954, et transformé en pousseur au début des années 1960. Le Triton 25 est ouvert au public à certaines occasions, et se visite intégralement. Il est opérationnel.

## Publication
Le musée, par l'intermédiaire de son association AAMB, a une politique éditoriale très active, avec au minimum deux « cahiers du musée » par an, consacrés à des sujets divers, et un catalogue de l'exposition annuel. La pédagogie n'est pas oubliée et il accueille régulièrement des groupes scolaires.